# Aphelandra claussenii
Aphelandra claussenii är en akantusväxtart som beskrevs av Wasshausen. Aphelandra claussenii ingår i släktet Aphelandra och familjen akantusväxter. Inga underarter finns listade i Catalogue of Life.